# Mega Man: The Wily Wars
Mega Man: The Wily Wars är ett plattformsspel av Capcom, släppt 1994 till Sega Mega Drive. 
Spelet innehåller nyversioner av de tre första Mega Man-spelen: Mega Man, Mega Man 2 och Mega Man 3, som ursprungligen gavs ut till Nintendo Entertainment System. Spelaren kontrollerar Mega Man som ska försöka stoppa den elake Dr. Wily och hans robotar från att ta över världen.
Spelet släpptes till Sega Mega Drive i Japan den 21 oktober 1994, och i Europa och Australasien i april 1995. I Nordamerika släpptes spelet aldrig som fysisk utgåva, och spelet blev där endast tillgängligt genom Sega Channel.

## Nyutgåvor
Hösten 2019 släpptes Sega Mega Drive Mini (kallad Sega Genesis Mini i USA) där Mega Man: The Wily Wars var ett av de drygt 40 medföljande spelen.
I maj 2021 presenterades en fysisk samlarutgåva. Den 14 september 2021 meddelades det att nyutgåvan är försenad samt nytt leveransdatum: tidigt i november 2021 för Europa samt sent i oktober 2021 för Nordamerika. Den 10 november 2021 meddelades att nyutgåvan har försenats ytterligare till första halvan av december 2021. Lanseringsdatumetet i Sverige blev 26 november 2021.